# Hans Åsberg
Hans Arvid Lennart Åsberg, född 8 juli 1932 i Åtvids socken, Åtvidaberg, är en svensk  målare, tecknare och grafiker.
Han är son till metallarbetaren Arvid August Åsberg och Iris Helena Ericsson och från 1956 gift med Berit Margareta Hellmann. Åsberg studerade reklam och bokhantverk vid Konstfackskolan i Stockholm 1951–1953 och företog därefter ett flertal studieresor till Italien och Tyskland. Tillsammans med Hans Holm ställde han ut i Uppsala 1964 och tillsammans med Gunnar Janser i Vadstena samt tillsammans med Bertil Andersson i Linköping 1966. Separat ställde han bland annat ut i Gamleby och han medverkade i Nationalmuseums utställning Unga tecknare, Liljevalchs Stockholmssalonger och utställningar arrangerade av Östgöta konstförening. Tillsammans med Bertil Almlöf, Bertil Andersson, Hans Holm och Pär Thorell gav han ut en grafikportfölj 1961. Han tilldelades stipendium från Östgöta konstförening 1957 och 1960 samt Östergötlands läns landstings stipendium 1961. Hans konst består av abstrakta landskap och figurer utförda i olja, gouache, tusch eller blyerts. Åsberg är representerad  vid Östergötlands museum, Norrköpings Konstmuseum, Stockholms stadsmuseum, Östgöta nation i Uppsala, Statens konstråd, Sveriges allmänna konstförening samt ett flertal kommuner, landsting och banker.